# Hervé Baudry
Pour les articles homonymes, voir Baudry.
Hervé Baudry, né le 11 novembre 1961 à Châtillon-sur-Seine et mort le 4 juin 2016 à Paris 18e, est un dessinateur de presse et caricaturiste français.

## Biographie
Originaire de Nesle-et-Massoult, près de Châtillon-sur-Seine, il commence sa carrière en Bourgogne dans le journal Le Châtillonnais et l’Auxois en 1981 avant de travailler pour France 3 Bourgogne,. Il continue à dessiner pour Le Châtillonnais et l’Auxois jusqu’à sa mort.
Surnommé « l'homme-couleur », il a notamment été un collaborateur des sites internet Rue89 à partir de 2007, LeMonde.fr et Le Huffington Post, ainsi que de la chaîne télévisée Public Sénat dans l'émission On va plus loin.

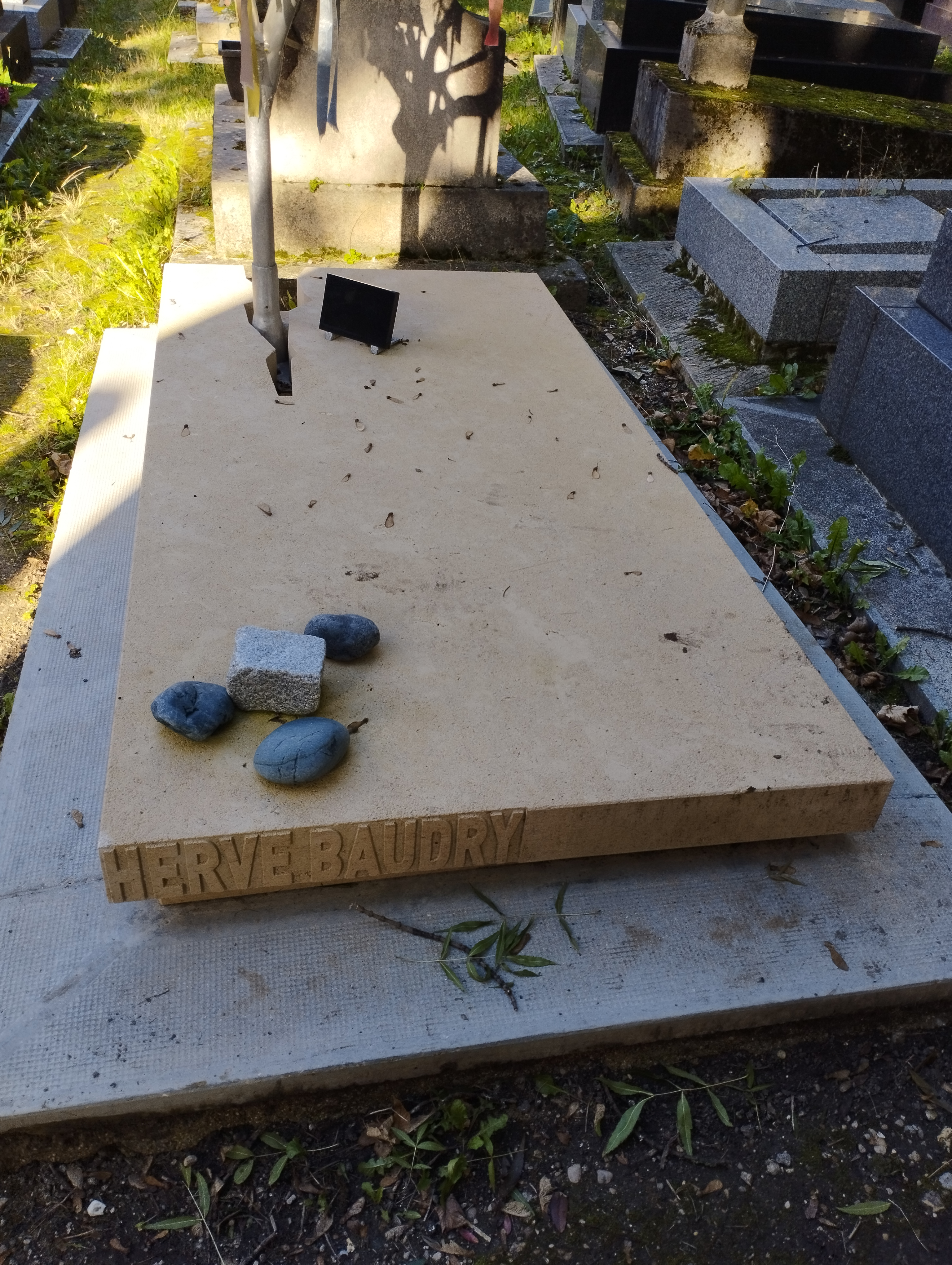
Tombe de Hervé Baudry au cimetière de Montmartre (division 9).

Il meurt d'un malaise cardiaque à Montmartre, le 4 juin 2016, à l'âge de 54 ans. Il est inhumé au cimetière de Montmartre (division 9).

### Vie privée
Marié, il est père de deux enfants.

## Œuvres
- Hervé Baudry, 10 ans d'infos en dessins, Le Chatillonnais et l'Auxois, 1991, 183 p. (ASIN B000X6W6ZS)
- Hervé Baudry, Histoires drones : l'actu vue du ciel, Paris, Le Karrefour, 2015, 94 p. (ISBN 979-10-95485-01-8)